# Tournoi de tennis de Banja Luka
Le tournoi de Banja Luka, aussi appelé Srpska Open, est un tournoi de tennis du circuit ATP classé 250 Series. Il se dispute depuis 2023 sur terre battue en Bosnie-Herzégovine, année où il remplace exceptionnellement le Tournoi de tennis de Serbie.

## Palmarès messieurs

### Simple
| No | Date       | Nom et lieu du tournoi  | Catégorie | Dotation  | Surface      | Vainqueur     | Finaliste     | Score         |         |
| -- | ---------- | ----------------------- | --------- | --------- | ------------ | ------------- | ------------- | ------------- | ------- |
| 1  | 17-04-2023 | Srpska Open, Banja Luka | ATP 250   | 562 815 € | Terre (ext.) | Dušan Lajović | Andrey Rublev | 6-3, 4-6, 6-4 | Tableau |

### Double
| No | Date       | Nom et lieu du tournoi  | Catégorie | Dotation  | Surface      | Vainqueurs                 | Finalistes                            | Score    |         |
| -- | ---------- | ----------------------- | --------- | --------- | ------------ | -------------------------- | ------------------------------------- | -------- | ------- |
| 1  | 17-04-2023 | Srpska Open, Banja Luka | ATP 250   | 562 815 € | Terre (ext.) | Jamie Murray Michael Venus | Francisco Cabral Aleksandr Nedovyesov | 7-5, 6-2 | Tableau |